# Cubillas de Cerrato
Cubillas de Cerrato is een gemeente in de Spaanse provincie Palencia in de regio Castilië en León met een oppervlakte van 21,10 km². Cubillas de Cerrato telt 62 inwoners (1 januari 2016).

## Demografische ontwikkeling
Bron: INE, 1857-2011: volkstellingen